# Харбук
Харбук (дарг. Хъярбук) — село Дахадаевского района Дагестана.
Образует сельское поселение село Харбук как единственный населённый пункт в его составе.

## География
Село находится на высоте 1530 м над уровнем моря. Ближайшие населённые пункты —  Уркарах, Хуршни, Дейбук, Шулерчи, Бакни, Сутбук, Урцаки, Меусиша, Кища, Мирзита .

## История
В конце 7-6 тысячелетия до нашей эры в Дагестане произошел окончательный переход к новым формам экономики, базирующейся на земледелии и скотоводстве. Иначе сложился быт. Появились окультуренные злаки, земледельческие орудия, одомашненные животные, возникли фундаментальные каменные жилища, зарождалось керамическое производство.
Освоение меди (3—2 тысячелетие до н.э.) повлекло за собой рост производительности труда. Поселения этого периода выявлены у селений Мекеги, Гапшима.
Стоянки и селища первобытного человека расположены вблизи исторической родины харбукцев — Карбачи-дирка. Харбукцы среди даргинцев и других народностей Дагестана сохранили до наших дней и подняли на новый уровень навыки древних кузнецов: технику древней металлообработки, выплавки железа и т.п.
Согласно местным преданиям, великий полководец А. Македонский решил завоевать весь мир. Он собрал большую и сильную армию. Сто лучших кузнецов Греции сопровождали его во время походов. Кузнецы изготавливали для войск полководца подковы, оружие, снаряжение. После смерти А. Македонского (323 г. до н.э.) мастера Греции попали в Дербент, оттуда разбрелись в поисках нового места жительства. Мастера останавливались в нескольких местах и в конце концов оказались в Карбачи-дирка. Это место приглянулось им потому, что рядом пролегал торговый путь и недалеко находились железорудные копи. Харбукцы, потомки от мастеров древней Греции, сотни лет обеспечивали дагестанцев добротными орудиями труда и оружием. Лишь во времена нашествия Тимура харбукцам пришлось оставить свое село и переселиться на новое место жительства.
Древний Харбук располагался недалеко от с. Муги (Акушинский район). В 50-е годы здесь археолог Котович В. Г. обнаружил часть сопла древней кузницы. В 5 км к юго-востоку от древнего Харбука, «на крутом склоне горы находятся копи. Существует предание, что здесь в древности добывали железную руду и плавили железо».
В Харбуке сохранились многочисленные предания о древних поселениях. Разведка окрестностей позволила выявить развалины 3 крупных, 6 мелких поселений типа родовых поместий, развалины 28 поселений позднего периода типа махьи (хутор) и 23 сезонных хуторов. Из них особо выделяется поселение, расположенное в местности Шик гӏяя. Поселение Дирмаки, видимо, является очень древним. От него сохранились остатки фундаментов оборонительных стен метровой толщины. XIинтӏин шин (дарг. Красная вода) — поселение расположено в 6 км к западу от с. Харбук. Сохранились руины стен.
Поселения Халикьла гӏяя (поселение Халика), Дян гӏяя (поселение Дя на), Иштӏа гӏяя (поселение Иштӏала) и Айдула гӏяя (поселение Айду) являются поселениями типа родовых поместий.

### Шандан
Согласно легенде, однажды девушка из села Унеу, обладавшая даром предвидения, выходила замуж за юношу села Шинттан. Когда свадебная процессия дошла до склона Хьане бяхI, расположенного на теневой стороне напротив с. Харбук, невеста остановилась, посмотрела на скалы, где ныне расположено село, и сказала: «Гьешшегӏебра ши арар, Шинттанра Гӏяя арар, махьи арар» («И на этом месте село станет, и Шиндан станет поселением, и Унеу-ая превратится в хутор»). Предсказание сбылось: Шандан превратился в ая (поселение), Унеу-ая превратился в хутор, а на склонах появилось новое селение Харбук.
На территории с. Харбук встречаются топонимы со словом Шандан: «Шинтта мура хъяб» («перевал сенокоса Шандан»), расположенный у подножия хребта лес. Рядом с поселением находится «Шинтта гӏиниц» (колодец Шандана). Со слов информаторов, колодец уходил вглубь земли на 5 м. Его ступеньки в начале 30-х годов были открытыми, рядом находился «Шинтта урегӏи» («ток Шандана»).
В 886 г. правитель Дербента Мухамед Хашим напал на территорию Шандана и покорил входившие в его состав селения Дибгаши и Чишили.
В 938 г. правитель Дербента Абдал-Малик Хашим Сурака послал на Шандан своего помощника Абул-Фавариса с конным отрядом из дербентцев. Напав внезапно на Шандан, они «убили много знатных лиц... и овладели Дик.ш». Минорский В. Ф. считает, что "Дик.ш" — это Дибгаши.
Постоянные набеги вынудили правителей Шандана еще больше укрепить свою столицу. Так, около единственного прохода в столицу, в северной части были воздвигнута круглая башня и дом для воинов. Стены этой башни были разобраны во время выборки камня для строительства Харбукского комбината художественных изделий в 1978 г. На развалинах башен был обнаружен камень с арабской надписью. По словам информаторов, фундамент башни сохранился до сих пор, так как массивные камни основания башни невозможно было выкопать.
В 1037 г. окрепшие шанданцы сами напали на Дербент, но потерпели неудачу. А через 3 года (1040 г.) правителями Дербента и Ширвана был совершен новый поход. Шандан потерпел крупное поражение. Столица Шандана была сожжена и разрушена. Были захвачены и разграблены поселения Дирмаки, XIинтӏин шин и все населенные пункты, которые входили в княжество.
Согласно преданию, ночью из осажденного Шандана по веревке со скал были спущены женщины, старики и дети. Это продолжалось до утра. Некоторым из них удалось спастись, спрятавшись в лесу, который располагался на месте нынешнего села Харбук. Но многие из бежавших были растоптаны в местечке «XIябмузала урккала» («Середина трех горок»), догнавшей их вражеской конницей. Харбукцы до сих пор считают это место священным и раздают здесь садака (милостыню).
О том, как ожесточенно и умело оборонялись шанданцы, говорит еще одно предание. Когда защитники поняли, что враги вот-вот прорвут оборону, закидали соломой пшеницы глубокий бассейн, который располагался в черте городища. Враги прорвали оборону и, подумав, что перед ними ток, погнали туда коней и утонули в бассейне.

### Основание села Харбук
В период нашествия Тимура (1335 г.) уже существовало небольшое село. Вероятно, оно было основано не раньше середины XIV в. Первооснователями села, по преданию, были представители восьми основных тухумов.
Согласно другому преданию, среди первооснователей были и представители тухумов Ачам, Кайки, Алисултан.
В третьем предании говорится, что село основано представителями 7 поселений. Территория, выбранная для основания села, была покрыта густым лесом, а наверху, на солнечной стороне местности «Ташла барк» («Каменный овраг») располагались два небольших хутора: Ахмади (остатки этого хутора сохранились) и Хула Османа… Позднее здесь возникли еще 2 хутора: МяхI и Курбана. Они позднее слились с селением Харбук.
Полагают, что предки харбукцев выбрали именно это место для основания нового села, так как первооснователи учли главные достоинства этой местности: недоступность, солнечная сторона, наличие воды, обилие строительного материала.
Расположившись на гребне скал, можно было легко обороняться, так как в село нельзя было проникнуть, кроме как с севера, где были сооружены оборонительные башни. Обилие источников и речек в черте села позволяло выдерживать длительную осаду. И, самое важное, камень, глина, древесина все было под рукой. Видимо, поэтому село за всю историю своего существования так и не удалось захватить ни одному завоевателю.
Таким образом, главной причиной объединения харбукских поселений в одно село была защита от многочисленных нашествий врагов.

### Восстание
Когда в 1864 г. в округе вводилась подымная подать с населения, жители Харбука отказались ее выплачивать. В итоге «сопротивление харбукцев было сломлено, главные участники волнений арестованы и высланы во внутренние губернии России».
В советский период, после депортации чеченцев, часть харбукцев была переселена в Чечню. После реабилитации и возвращения чеченцев, харбукцы вернулись в Дагестан. Некоторые обосновались в селе Дружба.

## Название
Название Харбук принесли с собой беженцы из Карбачи-дирка. Карбукцы из Карбачи-дирка переселились в село харбукцев, которое в этот период называлось «Хула гIяя» («Большое поселение»). 
Существуют различные версии: 
- Аул располагалось выше, чем соседние села Муги и Мемуги. Из-за этого соседи назвали харбукцев хъарбуканте: хъар «верх» и буканте «живущие». То есть, хъарбук означает «живущие наверху»
- Селение располагалось вблизи торгового пути и караван-сарая. Поэтому харбукцев прозвали караванбуканте, что означает «живущие около каравана»
- По легенде, карбукцы на Карбачи-дирка занимались разбоем. Поэтому их прозвали хъямбуканте: хъям «грабеж», буканте «живущие», то есть «живущие грабежом»

Наиболее верной считают первую. Некоторые так же полагают, что компонент бук, букI произошел от даргинского слова бекI «голова».

## Известные уроженцы и жители
- Юсупов, Хасбулат Юсупович (1952—2015) — советский и российский дагестанский художник, заслуженный художник Республики Дагестан, лауреат премии Ленинского комсомола.
- Айсаев, Магомедхан Айсаевич — российский боец смешанных единоборств, мастер спорта России по ММА и мастер спорта международного класса по боевому самбо. Чемпион мира по боевому самбо.
- Яхьяев, Мухтар Яхьяевич (род. 1959)  — советский и российский исламовед. Доктор философских наук, профессор. С 2011 по 2023 год – декан факультета психологии и философии. Заведующий кафедрой философии и социально-политических наук Дагестанского государственного университета.

## Население
| 1895  | 1926  | 1939  | 1970  | 1989  | 2002  | 2010  |
| ----- | ----- | ----- | ----- | ----- | ----- | ----- |
| 1714  | ↘1448 | ↗1509 | ↘1474 | ↗1613 | ↘1469 | ↗1528 |
| 2012  | 2013  | 2014  | 2015  | 2016  | 2017  | 2018  |
| ↘1501 | ↘1489 | ↘1487 | ↘1480 | ↘1476 | ↗1483 | ↘1476 |
| 2019  | 2020  | 2021  | 2023  | 2024  | 2025  |       |
| ↘1457 | ↗1473 | ↘1335 | ↘1323 | ↗1334 | ↗1338 |       |